# IntelliMouse

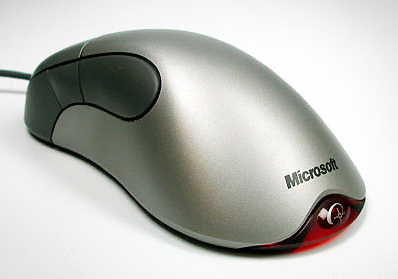
IntelliMouse

IntelliMouse is een computermuismerk van Microsoft. De IntelliMouse werd geïntroduceerd in 1997. Alle oudere muizen van het merk hebben hun design gemeen met de oudere Microsoft Mouse.
Met de IntelliMouse was Microsoft een van de eerste muisfabrikanten die het scrollwiel, een optische muis en vooruit- en terugknoppen aan de zijkant van een muis (voor makkelijker surfen) introduceerden.
Microsoft introduceerde ook een van de eerste reguliere ergonomische muizen, de Microsoft Natural Wireless Laser Mouse 6000. Deze muis beschikt over een ongewoon design waarin de hand van de gebruiker onder een bepaalde hoek is gekanteld om de druk op de zenuwen in de pols te verminderen. Dit in tegenstelling tot conventionele muizen, die de hand van de gebruiker naar beneden richten.
Anno 2012 worden een aantal verschillende modellen verkocht, zowel met als zonder draad, en muizen die de IntelliMouse Explorer 3.0 bevatten. Deze maken gebruik van zogenaamde IntelliPoint-drivers.